# Liste des personnages des Experts : Manhattan
L'article suivant est une liste des personnages de la série télévisée américaine Les Experts : Manhattan.

## Personnages principaux

### Anciens et actuels personnages
| Nom                       | Interprété par     | Statut                      | Première apparition | Dernière apparition |
| ------------------------- | ------------------ | --------------------------- | ------------------- | ------------------- |
| Mac Taylor                | Gary Sinise        | Vivant                      | L'œil du témoin     |                     |
| Stella Bonasera           | Melina Kanakaredes | Vivante (démission)         | L'œil du témoin     | Le but ultime       |
| Josephine « Jo » Danville | Sela Ward          | Vivante                     | Le 34e étage (2/2)  |                     |
| Danny Messer              | Carmine Giovinazzo | Vivant                      | L'œil du témoin     |                     |
| Lindsay Monroe-Messer     | Anna Belknap       | Vivante                     | Le Repas des fauves |                     |
| Sid Hammerback            | Robert Joy         | Vivant                      | La Danse du Poisson |                     |
| Adam Ross                 | Aaron John Buckley | Vivant                      | Fausse donne        |                     |
| Sheldon Hawkes            | Hill Harper        | Vivant                      | L'œil du témoin     |                     |
| Don Flack                 | Eddie Cahill       | Vivant                      | L’œil du témoin     |                     |
| Aiden Burn                | Vanessa Ferlito    | Décédée (abattue et brûlée) | L'œil du témoin     | Dernière mission    |

### Laboratoire de la police scientifique
| Nom                                    | Interprété par     | Statut              | Première apparition                      | Dernière apparition                               |
| -------------------------------------- | ------------------ | ------------------- | ---------------------------------------- | ------------------------------------------------- |
| Médecin Légiste Dr. Peyton Driscoll    | Claire Forlani     | Vivante (démission) | Le Saut de l'ange People With Money      | Fenêtre sur rue Snow Day                          |
| Technicien de laboratoire Zack Shannon | David Julian Hirsh | Vivant              | Des dessous convoités Summer in the City | Le Repas des fauves Zoo York                      |
| Haylen Becall                          | Sarah Carter       | Vivante             | Nouvel espoir (2/2) Epilogue             | Une femme peut en cacher une autre Dead Reckoning |

## Personnages récurrents
| Nom                        | Interprété par     | Statut                               | Première apparition                                   | Dernière apparition                               |
| -------------------------- | ------------------ | ------------------------------------ | ----------------------------------------------------- | ------------------------------------------------- |
| Chef Brigham Sinclair      | Mykelti Williamson | Vivant                               | Sœur de sang Cold Reveal                              | Une femme peut en cacher une autre Dead Reckoning |
| Jessica Angell             | Emmanuelle Vaugier | Décédée (assassinée)                 | Le Saut de l'ange People With Money                   | L'Adieu (1/2) Pay Up                              |
| Commandant Stanton Gerrard | Carmen Argenziano  | Vivant (arrêté)                      | Machination infernale Raising Shane                   | Le Dernier Bal Admissions                         |
| Reed Garrett               | Kyle Gallner       | Vivant                               | Trois kilos de moins Consequences                     | Ça vaut de l'or Pot of Gold                       |
| Détective Kaile Maka       | Kelly Hu           | Vivant                               | Terminus Tri-Borough                                  | La Mort en jeu Fare Game                          |
| Jane Parsons               | Sonya Walger       | Vivante                              | La malédiction du sang Three Generations Are Enough   | Peur sur la ville Charge of this Post             |
| Docteur Leonard Giles      | J. Grant Albrecht  | Vivant                               | L’Œil du témoin Blink                                 | Affaires internes The Dove Commission             |
| Chad Willingham            | Chad Lindberg      | Vivant                               | Jeux très interdits Hush                              | Erreur sur la cible On The Job                    |
| Docteur Evan Zao           | Ron Yuan           | Vivant                               | Des dessous convoités Summer in the City              | Le Samouraï des affaires Corporate Warriors       |
| Docteur Marty Pino         | Jonah Lotan        | Arrêté                               | Chambre forte Trapped                                 | Jusqu'à la moelle Point of No Return              |
| Terrence Davis             | Nelly              | Vivant                               | Turbulences Turbulence                                | Déboussolé Cuckoo's Nest                          |
| George Kolovos             | Paul Papadakis     | Décédé                               | Sa dernière croisade The Cost of Living               | Tragédie Grecque Grounds for Deception            |
| Robert Dunbrook            | Craig T. Nelson    | Vivant                               | La Grippe bleue The Party's Over                      | L'adieu(1/2) Pay Up                               |
| Ella McBride               | Casey Labow        | Vivante                              | Etat des Lieux Dead Inside                            | Le Repas des vautours No Good Deed                |
| Professeur Kosta Papakota  | Tony Amendola      | Décédé (Abattu lors d'une fusillade) | Jusqu'à la moelle Point of No Return                  | Tragédie Grecque Grounds for Deception            |
| Frankie Mala               | Ed Quinn           | Décédé (Abattu par Stella)           | Un mort dans la foule Grand Murder at Central Station | Reconstitution All Access                         |
| Jordan Gates               | Jessalyn Gilsig    | Vivante                              | Madame X DOA For a Day                                | Double Emploi Taxi                                |
| Quill Shelby               | Krister Dalton     | Vivante                              | En haut de l'affiche Like Water For Murder            | Double Emploi Taxi                                |

## Serial Killers et criminels notables
| Nom                                           | Interprété par      | Crime                                           | Statut                              | Première apparition                                                      | Dernière apparition                            |
| --------------------------------------------- | ------------------- | ----------------------------------------------- | ----------------------------------- | ------------------------------------------------------------------------ | ---------------------------------------------- |
| Sonny Sassone                                 | Michael DeLuise     | Meurtre au premier degré (deux victimes)        | Vivant (Arrested)                   | Du sang sur la neige Tanglewood                                          | Les cendres du passé Run Silent, Run Deep      |
| Henry Darius                                  | James Badge Dale    | Meurtre au premier degré (douze victimes)       | Vivant (emprisonné à vie)           | Le tueur de New York Felony Flight (cross-over avec Les Experts : Miami) | Le Flic de Miami Manhattan Manhunt             |
| DJ Pratt                                      | Chad Williams       | Meurtre d'Aiden Burn, viol (une victime connue) | Vivant (Arrêté)                     | Des dessous convoités Summer In The City                                 | Dernière mission Heroes                        |
| Shane Casey                                   | Edward Furlong      | Meurtre au premier degré (huit victimes)        | Décédé (Tué par balle par Lindsay)  | Messages codés Hung Out to Dry                                           | 34e étage The 34th Floor                       |
| Lieutenant Dean Truby                         | Michael King        | Meurtre au premier degré (un mort et un blessé) | Vivant (Arrêté)                     | Trois kilos de moins Consequence                                         | Double jeu Comes Around                        |
| Clay Dobson                                   | Joey Lawrence       | Meurtre (six victimes connues)                  | Décédé (Suicide par défenestration) | Passé imparfait Past Imperfect                                           | Double jeu Comes Around                        |
| Andrew « Drew » Bedford 333 Stalker           | Kerr Smith          | Meurtre (une victime connue)                    | Vivant (Arrêté)                     | Dans les profondeurs The Deep                                            | Les cicatrices du passé The Thing About Heroes |
| Suspect X                                     | Kam Heskin          | Meurtre au premier degré (six victimes)         | Décédé (Abattu par Mac)             | Enquête virtuelle Down the Rabbit Hole                                   | Madame X DOA For a Day                         |
| Cabbie Killer Le tueur au taxi                | Ryan Locke          | Meurtre au premier degré (six victimes)         | Vivant (Arrêté)                     | En haut de l'affiche Like Water For Murder                               | Taxi driver Taxi                               |
| Ethan Scott (aussi connu sous le nom de Joe)  | Elias Koteas        | Meurtre au premier degré (deux victimes)        | Vivant (Arrêté)                     | L'Homme de l'intérieur Hostage                                           | La Femme de l'extérieur Veritas                |
| Sebastian Diakos                              | Adoni Maropis       | Meurtre au premier degré (deux victimes)        | Décédé (Abattu)                     | Sa dernière croisade The Cost of Living                                  | Jusqu'à la moelle Point of No Return           |
| Hollis Eckhart (alias Le tueur à la boussole) | Skeet Ulrich        | Meurtre au premier degré (trois victimes)       | Vivant (Arrêté)                     | Latitude meurtrière Lat/Long                                             | Même heure, même endroit Manhattanhenge        |
| Raymond Harris                                | Clifton Collins Jr. | Trafique et meurtres (deux victimes)            | Décédé (Abattu par Mac)             | Ce qui est fait est fait Nothing For Something                           | L'heure de la Veangeance Life Sentence         |
| John Curtis (alias Le violeur de Washington)  | Jason Wiles         | Viol et agression (huit viol au moins)          | Décédé (Abattu par Jo)              | Cruelles Chutes (1/3) Crushed                                            | ...les grand remèdes (3/3) Means to an End     |